# Rio Struma
O rio Struma (em búlgaro; Струма) ou Strymónas (em grego; Στρυμόνας), antigo  Estrimão (em grego: ΣτρυμώνStrymṓn) e Karasu (em turco), é um rio localizado na Bulgária e na Grécia. Sua nascente fica na região do monte Vitosha na Bulgária e sua foz no mar Egeu, perto de Cavala. Seu comprimento é de 415 km, dos quais 290 km estão na Bulgária, sendo então o quinto maior rio do país. Na mitologia grega, Estrimão foi um rei da Trácia, cujo filho Réso lutou na Guerra de Troia do lado dos troianos.